# Charlotte Waters
Charlotte Waters im Northern Territory war ab 1872 eine Relaisstation der Transaustralischen Telegrafenleitung, unweit der Grenze von South Australia. Charlotte Waters wurde nach Charlotte Bacon (1801–1880) benannt.
Der Ort wurde 1871 während des Baus der Telegrafenleitung angelegt. 1872 wurden eine Relaisstation, ein Postbüro, Handelswarengeschäft und Wohnhaus gebaut.
Der weit abgelegene Ort in der Simpsonwüste befindet sich in einem Gelände, das aus Wüstenpflaster ohne Bäume und Gebüsch besteht. Er hatte im frühen Australien Bedeutung als End- oder Ausgangspunkt von Expeditionen, beispielsweise für Ernest Giles und Peter Warburton. 
Die Relaisstation wurde aufgegeben als sie durch die Einführung neuer Technologien nicht mehr benötigt wurde. Später dienten die Gebäude einer Polizeistation. Heute existieren nur noch Ruinen.